# Poitea multiflora
Poitea multiflora là một loài thực vật có hoa trong họ Đậu. Loài này được (Sw.) Urb. miêu tả khoa học đầu tiên.